# Мартин Кион
Мартин Рејмонд Кион, рођен 24. јула 1966, је енглески фудбалски стручњак и бивши професионални фудбалер који је играо као одбрамбени играч од 1984. до 2005. године, посебно у Премијер лиги за ФК Арсенал, где је одиграо преко 400 утакмица за клуб и освојио 10 медаља.
Играо је и за Брајтон и Хоув албион, Астон Вилу, Евертон, Лестер Сити и Рединг. Кион је у Енглеској дебитовао 1992. године против Француске и освојио 43 титуле за национални тим током наредних 10 година, постепено формирајући поштовано одбрамбено партнерство са саиграчем из Арсенала Тонијем Адамсом и на клупском и на међународном нивоу. Кион је представљао Енглеску на четири велика међународна фудбалска финала, укључујући светска првенства 1998. и 2002.
Сада је хонорарни извиђач и тренер Арсенала, као и стручњак за BBC и BТ Спорт. Изашао је из пензије 2012. године и накратко је играо за Премијер дивизију Комбиноване лиге округа Вембли у ФА купу.

## Клупска каријера

### Арсенал
Централни одбрамбени играч из Оксфорда, Кион је још као дечак играо за локалне екипе и свој локални гелски фудбалски тим, пре него што се 1980. придружио ФК Арсенал по уговору школарца, иако је професионално дебитовао на позајмици у Брајтон и Хоув албиону 1984. Његов деби за Арсенал наступио је 23. новембра 1985. године, када је Дон Хоув још увек био њихов менаџер, и ремизирали су са 0:0 са Вест Бромвич албионом на стадиону Хоторнс. Те сезоне одиграо је 22 првенствене утакмице, углавном заједно са Томијем Катоном или Дејвидом О'Леријем, али када је Џорџ Грејам именован за менаџера 14. маја 1986. године, Кион није био део његових планова да покуша да претвори Арсенал у кандидата за наслов првака и 9. јуна 1986, и он се придружио Астон Вили за 200.000 фунти.

### Астон Вила
Кион је потписао за Вилу након сезоне у којој су за длаку избегли испадање у Другу лигу, четири године након што су били победници Лиге шампиона и пет година откако су били прваци лиге. Менаџер Грејам Тарнер био је под великим притиском, а након што се њихова суморна форма наставила у сезони 1986–87, смењен је 14. септембра 1986, а наследио га је Били МекНил. Кион се појавио у 36 лигашких утакмица те сезоне, али није успео да спаси Вилу да заврши на дну Прве дивизије и испадне после 12 узастопних сезона.
Грејам Тејлор је потом стигао на Вила парк да наследи смењеног МекНила, а Кион је био итекако део његових планова за обнову, јер је пропустио само две лигашке утакмице и постигао три гола, док је Вила завршила друга у Другој лиги и изборила унапређење у прву лигу у првом покушају. Кион је помогао тиму да обезбеди свој врхунски статус следеће сезоне, али је продат Евертону 7. августа 1989, непосредно пред почетак сезоне 1989–90, за накнаду од 750.000 фунти.

### Евертон
Кион је добро започео своју каријеру у Евертону, а на крају су били на врху табеле касно у јесен и било је наде да би могли освојити наслов првака, али њихова форма је попустила након Божића и доспели су само на шесто место. Кион је имао 20 лигашких наступа у тој кампањи и нешто бољих 24, 1990–91, када је Харвија у новембру на месту менаџера заменио Хауард Кендал. Пропустио је само три лигашке утакмице у периоду 1991–92, што је донело још један завршетак у средини табеле, а одиграо је још само 13 лигашких утакмица пре него што је прихватио 2 милиона фунти за повратак у Арсенал у фебруару 1993. 

### Повратак у Арсенал
Кион се није појавио у Арсеналовом историјском дуплом купу, ФА купу и Лига купу 1993. године. Ипак, успео је да има 16 наступа у Премијер лиги, играјући на више позиција. Он и Енди Линиган били су висококвалитетни дефанзивци који су се такмичили заједно са Стивом Боулдом и капитеном Тонијем Адамсом у центру једне од најбољих одбрана енглеске лиге деведесетих, а Кион је такође играо десног бека, левог бека и у централном везном реду, демонстрирајући свестраност неколико сезона.
Кион је пропустио Арсеналово финале Куп победника купова против Парме следеће године због повреде  мада је играо улогу у ранијим мечевима. Ипак, започео је финале следеће сезоне када је Реал Сарагоса тесно победио Арсенал након продужетака.
Ретко је пропустио утакмицу у прве четири пуне сезоне у Хајбурију, а 1996-97, током прве сезоне Арсена Венгера у клубу, уписао је 28 наступа као дефанзивни везни играч. Сезона се болно завршила када је сломио раме играјући за Енглеску на Tournoi de France 1997. године, што га је искључило пет месеци. Као резултат тога, у двострукој победничкој кампањи 1997–98, 31-годишњи Кион играо је само 18 пута у Премијер лиги, у потпуности ангажован као центар одбране. У сезони је освојио прва два главна трофеја у каријери након више од деценије чекања.
У наредним сезонама Кион је постао саставни део тима Арсена Венгера. У утакмици УЕФА Лиге шампиона 2000–01 против ФК Шахтјор Доњецк, Кион је постигао два незаборавна гола у последњих пет минута да помогне Арсеналу да се врати са 1:2 и победи са 3:2. Освојио је други дубл са клубом 2002, и остао је редовни члан првог тима до краја сезоне 2002–03, када су Gunners-и освојили свој девети ФА куп, али су изгубили шансу за јединствени четврти дубл због каснијег губитка форме у лиги.
Дана 21. септембра 2003, током меча Арсенала и Манчестер јунајтеда на Олд Трафорду, Манчестер Јунајтеду је досуђен пенал при резултату 0-0. Након што је пенал Руда ван Нистелроја погодио пречку, Кион и Реј Парлор сударили су се са Ван Нистелројем, а Кион га је ударио у потиљак. После последњег звиждука, Кион је био умешан у гужву након меча; накнадно је кажњен са 20.000 фунти и суспендован на три утакмице због учешћа у ономе што је данас познато као „Битка на Олд Трафорду“. Арсенал је наставио да завршава сезону 2003-04 као непоражени шампион. Кион је током сезоне одиграо 10 лигашких наступа, пре него што је пуштен на слободан трансфер у лето 2004. године, након 11 година у другој шанси у клубу. 

### Каснија каријера
Потписао је за Лестер Сити, али је отишао након непуних шест месеци и потписао за Рединг у јануару 2005. до краја сезоне, након чега се повукао. Као део публицитета Кион, као и низ других бивших професионалних играча, придружио се не-лигашком Вемблију како би учествовали у њиховој борби за ФА куп 2012 –13.  Вембли је нокаутиран у репризи против Уксбриџа након што је у претходној рунди победио Лангфорд.

## Међународна каријера
Кион је играо у омладинским тимовима Енглеске до 16 и до 18 година. Када се сазнало да је његова мајка Иркиња, а отац Ирац Северњак, Џек Чарлтон се питао да ли је спреман да игра за Републику Ирску, али Кион је одлучио да представља земљу свог рођења. Такође је имао право да игра за Северну Ирску јер му је отац био из округа Фермана. У енглеском тиму је дебитовао 1992. године против Француске. Повредом Марка Рајта позван је у екипу Енглеске за УЕФА Еуро 1992, и играо је у сва три меча Енглеске.
Кионов рани успон у енглески тим под Грејам Тејлором није настављен под Тери Венаблесом, који га је потпуно игнорисао. Кион је позван од стране Глена Ходлеа 1997. године и отишао је на Светско првенство 1998, али није играо. Кион је постао регуларни играч Кевина Кигана (капетан екипе против Финске) и играо је у два меча на Еуро 2000 у Енглеској.
У тренутку када је Свен-Јеран Ериксон постао менаџер, Кионова старост је почела да се осећа, иако је отишао на Светско првенство 2002, поново као неиграјући члан екипе. Кион се повукао из међународног фудбала дан након изласка Енглеске победом Бразила. Укупно је за Енглеску играо 43 пута, постигавши два гола.

## Менаџмент и каријера ван фудбала
Кион се придружио тренерском штабу Њуберија у августу 2005. године, али сада тренира у бившем клубу Арсеналу. Бивши менаџер Арсенала Тери Нил идентификовао га је као кључну фигуру иза успеха Арсеналове неискусне одбране „новог изгледа“ (којој је тим прибегао након сталних проблема са повредама у сезони 2005–06). У периоду 2007–08. Кион је такође хонорарно био тренер фудбалског тима Универзитета Оксфорд.
Кион се редовно појављује као стручњак у ББЦ-јевом фудбалском извештавању и Мечу дана, као и у извештавању Лиге шампиона за ирску ТВ3. Такође је радио за ЕСПН УК током Купа емирата 2011.

## Статистика каријере

### Клуб
| Клуб                              | Сезона            | Лига              | Лига  | Лига   | ФА куп | ФА куп | Лига куп | Лига куп | Европа | Европа | Остало | Остало | Укупно | Укупно |
| Клуб                              | Сезона            | Дивизија          | Утак. | Голови | Утак.  | Голови | Утак.    | Голови   | Утак.  | Голови | Утак.  | Голови | Утак.  | Голови |
| --------------------------------- | ----------------- | ----------------- | ----- | ------ | ------ | ------ | -------- | -------- | ------ | ------ | ------ | ------ | ------ | ------ |
| Арсенал                           | 1983–84           | Прва дивизија     | 0     | 0      | 0      | 0      | 0        | 0        | —      | —      | —      | —      | 0      | 0      |
| Арсенал                           | 1984–85           | Прва дивизија     | 0     | 0      | 0      | 0      | 0        | 0        | —      | —      | —      | —      | 0      | 0      |
| Арсенал                           | 1985–86           | Прва дивизија     | 22    | 0      | 5      | 0      | —        | —        | —      | —      | —      | —      | 27     | 0      |
| Арсенал                           | Укупно            | Укупно            | 22    | 0      | 5      | 0      | 0        | 0        | —      | —      | —      | —      | 27     | 0      |
| Брајтон и Хоув албион (позајмљен) | 1984–85           | Друга дивизија    | 16    | 0      | —      | —      | —        | —        | —      | —      | —      | —      | 16     | 0      |
| Брајтон и Хоув албион (позајмљен) | 1985–86           | Друга дивизија    | 7     | 1      | —      | —      | 2        | 1        | —      | —      | 2      | 1      | 11     | 3      |
| Брајтон и Хоув албион (позајмљен) | Укупно            | Укупно            | 23    | 1      | —      | —      | 2        | 1        | —      | —      | 2      | 1      | 27     | 3      |
| Астон Вила                        | 1986–87           | Прва дивизија     | 36    | 0      | 2      | 0      | 4        | 0        | —      | —      | 0      | 0      | 42     | 0      |
| Астон Вила                        | 1987–88           | Друга дивизија    | 42    | 3      | 2      | 0      | 4        | 0        | —      | —      | 0      | 0      | 48     | 3      |
| Астон Вила                        | 1988–89           | Прва дивизија     | 34    | 0      | 2      | 0      | 4        | 0        | —      | —      | 2      | 0      | 42     | 0      |
| Астон Вила                        | Total             | Total             | 112   | 3      | 6      | 0      | 12       | 0        | —      | —      | 2      | 0      | 132    | 3      |
| Евертон                           | 1989–90           | Прва дивизија     | 20    | 0      | 4      | 0      | 2        | 0        | —      | —      | —      | —      | 26     | 0      |
| Евертон                           | 1990–91           | Прва дивизија     | 24    | 0      | 5      | 0      | 1        | 0        | —      | —      | 5      | 0      | 35     | 0      |
| Евертон                           | 1991–92           | Прва дивизија     | 39    | 0      | 2      | 0      | 4        | 0        | —      | —      | 1      | 0      | 46     | 0      |
| Евертон                           | 1992–93           | Премијер лига     | 13    | 0      | 2      | 0      | 4        | 0        | —      | —      | —      | —      | 19     | 0      |
| Евертон                           | Total             | Total             | 96    | 0      | 13     | 0      | 11       | 0        | —      | —      | 6      | 0      | 126    | 0      |
| Арсенал                           | 1992–93           | Премијер лига     | 16    | 0      | —      | —      | —        | —        | —      | —      | —      | —      | 16     | 0      |
| Арсенал                           | 1993–94           | Премијер лига     | 33    | 0      | 3      | 0      | 3        | 0        | 7      | 0      | 1      | 0      | 47     | 0      |
| Арсенал                           | 1994–95           | Премијер лига     | 31    | 1      | 2      | 0      | 5        | 0        | 5      | 0      | 1      | 0      | 44     | 1      |
| Арсенал                           | 1995–96           | Премијер лига     | 34    | 0      | 2      | 0      | 5        | 1        | —      | —      | —      | —      | 41     | 1      |
| Арсенал                           | 1996–97           | Премијер лига     | 33    | 1      | 3      | 0      | 3        | 0        | 2      | 0      | —      | —      | 41     | 1      |
| Арсенал                           | 1997–98           | Премијер лига     | 18    | 0      | 7      | 0      | 2        | 0        | 0      | 0      | —      | —      | 27     | 0      |
| Арсенал                           | 1998–99           | Премијер лига     | 34    | 1      | 4      | 0      | 0        | 0        | 5      | 1      | 1      | 0      | 44     | 2      |
| Арсенал                           | 1999–2000         | Премијер лига     | 27    | 1      | 2      | 0      | 0        | 0        | 9      | 0      | 1      | 0      | 39     | 1      |
| Арсенал                           | 2000–01           | Премијер лига     | 28    | 0      | 2      | 0      | 0        | 0        | 9      | 2      | —      | —      | 39     | 2      |
| Арсенал                           | 2001–02           | Премијер лига     | 22    | 0      | 4      | 0      | 2        | 0        | 6      | 0      | —      | —      | 34     | 0      |
| Арсенал                           | 2002–03           | Премијер лига     | 24    | 0      | 5      | 0      | 0        | 0        | 5      | 0      | 1      | 0      | 35     | 0      |
| Арсенал                           | 2003–04           | Премијер лига     | 10    | 0      | 1      | 0      | 3        | 0        | 1      | 0      | 0      | 0      | 15     | 0      |
| Арсенал                           | Total             | Total             | 310   | 4      | 35     | 0      | 23       | 1        | 49     | 3      | 5      | 0      | 422    | 8      |
| Лестер Сити                       | 2004–05           | Чемпионшип        | 17    | 0      | 1      | 0      | 0        | 0        | —      | —      | —      | —      | 18     | 0      |
| Рединг                            | 2004–05           | Чемпионшип        | 5     | 0      | —      | —      | —        | —        | —      | —      | —      | —      | 5      | 0      |
| Укупно у каријери                 | Укупно у каријери | Укупно у каријери | 585   | 8      | 60     | 0      | 48       | 2        | 49     | 3      | 15     | 1      | 757    | 14     |

1. 1 2 3 4  Appearances in Full Members' Cup
2. 1 2  Appearances in UEFA Cup Winners' Cup
3. 1 2 3 4  Appearance in Charity Shield
4. ↑  Appearance in European Super Cup
5. ↑  Appearances in UEFA Cup
6. 1 2 3 4 5  Appearances in UEFA Champions League
7. ↑  Five appearances in UEFA Champions League, four in UEFA Cup

### Међународна
| Репрезентација | Година | Утакмице | Голови |
| -------------- | ------ | -------- | ------ |
| Енглеска       | 1992   | 9        | 1      |
| Енглеска       | 1993   | 2        | 0      |
| Енглеска       | 1997   | 4        | 0      |
| Енглеска       | 1998   | 4        | 0      |
| Енглеска       | 1999   | 8        | 0      |
| Енглеска       | 2000   | 9        | 1      |
| Енглеска       | 2001   | 4        | 0      |
| Енглеска       | 2002   | 3        | 0      |
| Укупно         | Укупно | 43       | 2      |

### Међународни голови
Резултат Енглеске је наведен први, колона резултата показује резултат након сваког гола Киона. 
| Не. | Датум          | Место одржавања           | Куп | Противник    | Резултат (пре Кионовог гола) | Резултат (после Кионовог гола) | Конкуренција         |
| --- | -------------- | ------------------------- | --- | ------------ | ---------------------------- | ------------------------------ | -------------------- |
| 1   | 25. марта 1992 | Праг, Чехословачка        | 2   | Чехословачка | 2–2                          | 2–2                            | Пријатељска утакмица |
| 2   | 3. јуна 2000   | Национални стадион, Малта | 30  | Малта        | 1–0                          | 2–1                            | Пријатељска утакмица |

## Награде
Арсенал 
- Премијер лига: 1997–98, 2001–02, 2003–04 [23]
- ФА куп: 1997–98, 2001–02, 2002–03
- ФА Комјунити шилд: 1998, 1999, 2002
- Куп победника европског купа: 1993–94

## Лични живот
Кеовнов син, Нил, такође је фудбалер.